# المرأة المسلسلة III
المرأة المسلسة III (المرأة المسلسة الثالثة) هي مجرة قزمة كروية تبعد عن الأرض 2.44 مليون سنة ضوئية تقريبا في كوكبة المرأة المسلسلة. وهي جزء من المجموعة المحلية وهي مجرة تابعة لمجرة المرأة المسلسلة .اكتشفت في 1970 من قبل سيدني فان دن بيرغ في لوحات تصوير فوتوغرافي التقطت في عامي 1970 و 1971 .

## وصلات خارجية
- SEDS Webpage for Andromeda VIII